# Chelmon marginalis
Chelmon marginalis syn. Chelmo tricinctus – ryba morska z rodziny chetonikowatych. Hodowana w akwariach morskich.
Występowanie : od zachodnich wybrzeży Australii do Wielkiej Rafy Koralowej i Nowej Gwinei.

## Opis
Zamieszkują przybrzeżne rafy. Pływają zwykle pojedynczo. Wygląd bardzo podobny do Chelmon rostratus.